# Villers-le-Lac
 Villers-le-Lac  es una comuna y población de Francia, en la región de Franco Condado, departamento de Doubs, en el distrito de Pontarlier y cantón de Morteau.
Está integrada en la Communauté de communes du Val de Morteau .

## Demografía
| 1 325 | 1 199 | 1 266 | 1 358 | 1 565 | 1 593 | 1 603 | 1 719 | 1 976 | 2 105 | 2 160 | 2 288 | 2 418 | 3 053 | 2 830 | 3 147 | 3 119 | 3 138 | 3 095 | 2 973 | 2 566 | 2 659 | 2 752 | 2 839 | 3 077 | 3 657 | 3 728 | 3 828 | 4 428 | 4 142 | 4 203 | 4 196 | 4 339 | 4 352 |
| Para los censos de 1962 a 1999 la población legal corresponde a la población sin duplicidades (Fuente: INSEE [Consultar]) |       |       |       |       |       |       |       |       |       |       |       |       |       |       |       |       |       |       |       |       |       |       |       |       |       |       |       |       |       |       |       |       |       |